# 에스제이그룹
에스제이그룹(SJ Group Co. Ltd.)는 대한민국의 의류패션 기업이다. 본사는 서울특별시 강남구 도곡로 156 (도곡동, SJ빌딩)에 위치해 있으며 대표이사는 이주영이다.

 캐주얼복, 가방, 모자, 아동복, 패션 잡화 등 관련 사업을 한다

## 유통브랜드
캉골, 헬렌 카민스키, 캉골 키즈, 팬암, LCDC SEOUL, LCDC TM, 에코 골프 어패럴, 레인스

## 상장
2019년 11월 18일에 주관사를 NH투자증권과 아이비케이투자증권으로 공모가 38,600원에 코스닥 시장에 상장하였다.

## 참고문헌
1. ↑  헬렌카민스키, 지속가능 모자에 이어 의류까지 호실적, KT뉴스, 2023.12.07
2. ↑  오늘의 종목 분석 : 한솔케미칼, 에스제이그룹, 매일경제, 2023-09-18
3. ↑  박광태, 한국IR협의회 기술분석보고서-에스제이그룹, 2020년 3월 26일
4. ↑  이환욱 , IBK투자증권 주관사 IPO기업 Update, 2021. 5. 26